# Victoria Sánchez
Victoria Sánchez (Caracas, 8 de julio de 1986 ) es una pianista y directora de orquesta de venezolana.

## Biografía
Nació y creció en el oeste de Caracas, en La Vega, un 8 de julio de 1986. 
Formalmente, inició estudios musicales a los 9 años de edad en El Sistema Nacional de Orquestas y Coros Juveniles e Infantiles de Venezuela, proyecto social ideado por el maestro José Antonio Abreu. Estudió piano en el Conservatorio de Música Simón Bolívar época en la que se interesa por incursionar en la dirección orquestal.  Con El Sistema, logró formarse en dirección, coro, música de cámara, composición, piano, práctica orquestal, música venezolana, entre otras áreas. Estuvo a cargo de la dirección del Núcleo La Vega – Fundación Carlos Delfino, atendiendo funciones gerenciales, musicales y docentes. 
Como pianista, ha formado parte de las orquestas Sinfónicas Simón Bolívar de Venezuela, la Sinfónica de Caracas y la Sinfónica Teresa Carreño. Se ha presentado en diferentes países de Europa y Asia, tales como: Alemania, España, Holanda, Rusia, República Checa, Italia, Inglaterra, Noruega, China y Corea del Sur, bajo la batuta de personalidades como Gustavo Dudamel, José Antonio Abreu y Simon Rattle.
En el año 2009 trabajó como asistente de Eduardo Marturet para el montaje de conciertos de las Sinfónicas Simón Bolívar, Caracas y Teresa Carreño. Además, participó junto con él, en las grabaciones de los discos Après un Rêve, Salut d’Amour Archivado el 24 de diciembre de 2017 en Wayback Machine., Oblivion y participó en la edición del CD An Evening in Vienna – LIVE! de la Miami Symphony Orchestra.
En el año 2013, vivó una experiencia que amplió por completo su perspectiva del arte. Fue cuando, como Directora Asistente al Maestro Marturet, participó en el "Musical Chicago". Por primera vez ya no se trataba solamente de una orquesta sinfónica; en esta ocasión le tocó el turno con la Simón Bolívar Big Band Jazz. Tampoco trabajaba solamente con músicos, sino con un equipo infinitamente talentoso de bailarines, cantantes, gente de iluminación y audio, coreógrafos y más. Esto la llevó a iniciar una etapa de autoexploración a través del teatro, del cual tenía la absoluta certeza que le proporcionaría invaluables herramientas para seguir su trabajo como Directora de Orquesta. En las tablas ha participado en las obras La Vida en un Bolero, Sin Palabras y Desencuentros.
Forma parte del equipo docente y administrativo del Instituto de Artes de la Universidad Autónoma del Estado de Hidalgo, México, donde realiza proyectos tanto musicales como de vinculación.
En paralelo a su trabajo musical ha incursionado en la actuación. Realizó estudios sobre técnicas superiores de especialización actoral con el Maestro Dimas González y ha sido integrante del elenco del Teatro Itinerante de Venezuela. Entre sus participaciones cuentan: Chicago El Musical, La Vida en un Bolero, Sin palabras y Desencuentros.

## Orquestas dirigidas
- Orquesta Sinfónica de la Universidad Autónoma del Estado de Hidalgo, México.
- Orquesta Sinfónica Juvenil Esperanza Azteca, México.
- Orquesta Sinfónica de la Juventud Zuliana Rafael Urdaneta, Maracaibo, Venezuela.
- Orquesta Sinfónica del Estado Monagas, Venezuela.
- Orquesta Sinfónica de Ciudad Guayana, Puerto Ordaz, Venezuela.
- Orquesta Sinfónica del Estado Miranda, Venezuela.
- Orquesta Sinfónica del Estado Yaracuy, Venezuela.
- Orquesta Sinfónica Simón Bolívar del Táchira, Venezuela.
- Orquesta Sinfónica Juvenil de Barinas, Venezuela.
- Orquesta Sinfónica Juvenil Regional del Estado Táchira, Venezuela.
- Orquesta Sinfónica del Estado Guárico, Venezuela.
- Orquesta Sinfónica del Estado Sucre, Venezuela.
- Orquesta Sinfónica de Falcón, Venezuela.
- Orquesta Sinfónica Juvenil de Cantaura, Estado Anzoátegui, Venezuela.
- Orquesta Sinfónica Juvenil de Carúpano, Estado Sucre, Venezuela.
- Orquesta Sinfónica Juvenil de La Vega, Caracas, Venezuela.
- Orquesta Sinfónica Juvenil de San Cristóbal, Estado Táchira, Venezuela.
- Orquesta Sinfónica Juvenil del Estado Mérida, Venezuela.
- Orquesta Sinfónica Juvenil Juan Jose Landaeta, Acarigua-Araure, Estado Portuguesa, Venezuela.
- Orquesta Sinfónica Juvenil Inocente Carreño, Núcleo La Rinconada, Caracas, Venezuela.

Como Directora Asistente al Maestro Eduardo Marturet en el montaje de Repertorio y Conciertos:
- Orquesta Sinfónica Juvenil Teresa Carreño de Venezuela.
- Orquesta Sinfónica Juvenil de Caracas.
- Orquesta Sinfónica Simón Bolívar de Venezuela.
- Simón Bolívar Big Band Jazz.

## Giras

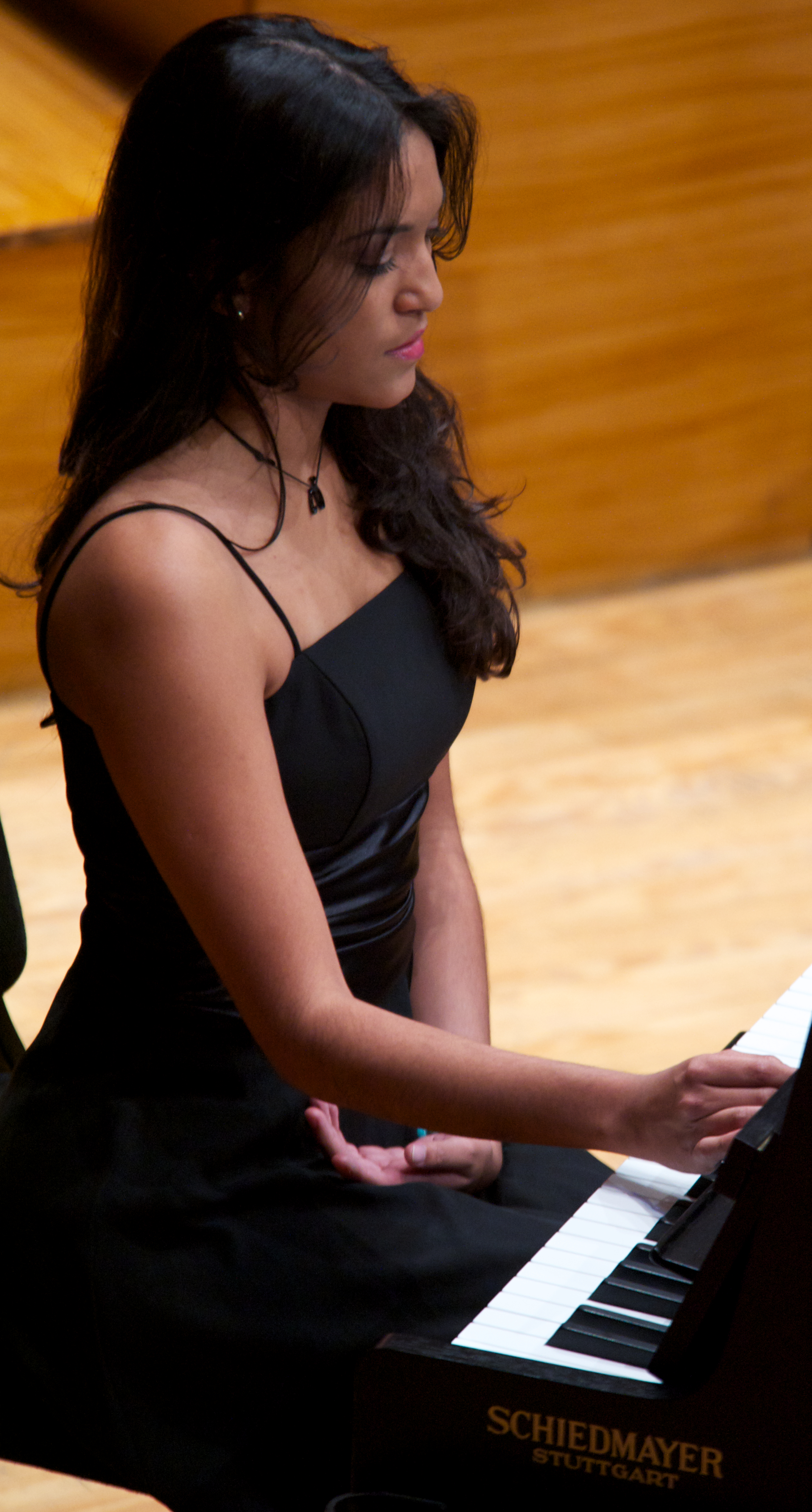
María Victoria Sánchez.

2010, septiembre-octubre. Tour Europa: Como Pianista de la Orquesta Sinfónica Juvenil Teresa Carreño de Venezuela.
- Beethovenhalle, Bonn, Alemania.
- Vienna Konzerthaus, Austria.
- Philharmonie, Berlin, Alemania.
- Concertgebouw, Ámsterdam, Holanda.
- Auditorio Nacional, Madrid, España.
- Royal Festival Hall, Londres, Inglaterra.

2011, mayo-junio. Noruega: Como Pianista de la Orquesta Sinfónica Juvenil de Caracas.
- Academia de Música de la ciudad de Oslo, Noruega.
- Grieghallen-Festival Internacional de Bergen, Noruega.

2011, octubre. Asia: Como Pianista de la Orquesta Sinfónica Juvenil de Caracas.
- National Center of Perfoming Arts, Beijing, China.
- Seoul Arts Center de Corea.

2012, mayo-junio. Tour Europa: Como Pianista de la Orquesta Sinfónica Juvenil de Caracas.
- Academia de Música de la ciudad de Oslo, Noruega.
- Grieghallen-Festival Internacional de Bergen, Noruega.
- Escuela Juvenil de Hokksund, Noruega.
- Teatro de Drammen, Noruega.
- Casa de la Cultura de Moss, Noruega.
- Auditorio del Museo Maihaugen en Lillerhammer, Noruega.
- Auditorio de Hamar, Noruega.
- Casa de la Música de Oporto, Portugal.
- Auditorio de la Fundación Gulbenkian de Lisboa, Portugal.

2012 septiembre-octubre. Tour Europa: Como Pianista de la Orquesta Sinfónica Juvenil de Caracas.
- Belvedere di Villa Rufolo, Ravello, Italia.
- Mariinsky Concert Hall, San Petersburgo, Rusia.
- Rudolfinum, Praga, República Checa.
- De Bijloke Concert Hall, Gante, Bélgica.
- Vienna Konzerthaus, Austria.
- Beethovenhalle, Bonn, Alemania.

## Grabaciones
Créditos como Asistente al Director Musical en:
- AN EVENING IN VIENNA. LIVE!. Más info...
- OBLIVION. Más info...
- APRÉS UN REVE. Más info...
- SALUT D'AMOUR. Más info...

## Actuando
- Chicago (musical) Sala Ríos Reyna, Teatro Teresa Carreño, 2013. LAZO Producciones.
- La Vida en un Bolero (obra, Luis Carlos Boffill) Auditorio Gastón Luzardo, Banco Central de Venezuela, 2014.
- Sin Palabras (Director: Antonio Cuevas). Teatro Alberto de Paz y Mateos, 2014. Galardón como Mejor Actriz.
- Desencuentros (Extractos de obras de Gustavo Ott. Director: Antonio Cuevas) Teatro Alberto de Paz y Mateos, 2014. Galardón como Mejor Actriz.
- Homenaje a Carlos Márquez. Obra "Los Monstruos También Aman" de Daifra Blanco. Tapete teatro, 2015. Participación especial como pianista.
- La Vida en un Bolero (obra, Luis Carlos Boffill) Temporada 2016, CELARG.